# Melbourne Outdoor
Il Melbourne Outdoor è stato un torneo di tennis facente parte del Grand Prix giocato dal 1983 al 1985 a Melbourne in Australia su campi in erba.

## Albo d'oro

### Singolare
| Anno      | Vincitore       | Finalista       | Punteggio     |
| --------- | --------------- | --------------- | ------------- |
| 1982-1983 | Pat Cash        | Rod Frawley     | 6–4, 7–6      |
| 1984-1985 | Dan Cassidy     | John Fitzgerald | 7–6, 7–6      |
| 1985      | Jonathan Canter | Peter Doohan    | 5–7, 6–3, 6–4 |

### Doppio
| Anno      | Vincitori                    | Finalisti                    | Punteggio     |
| --------- | ---------------------------- | ---------------------------- | ------------- |
| 1982-1983 | Eddie Edwards Jonathan Smith | Broderick Dyke Wayne Hampson | 7–6, 6–3      |
| 1984-1985 | Broderick Dyke Wally Masur   | Mike Bauer Scott McCain      | 6–7, 6–3, 7–6 |
| 1985      | Darren Cahill Peter Carter   | Brett Dickinson Roberto Saad | 7–6, 6–1      |